# Ujda-Angad
Ujda-Angad (em francês: Oujda-Angad) é uma prefeitura de Marrocos que pertence administrativamente à região Oriental. A sua capital é a cidade de Ujda.

## Características geográficas

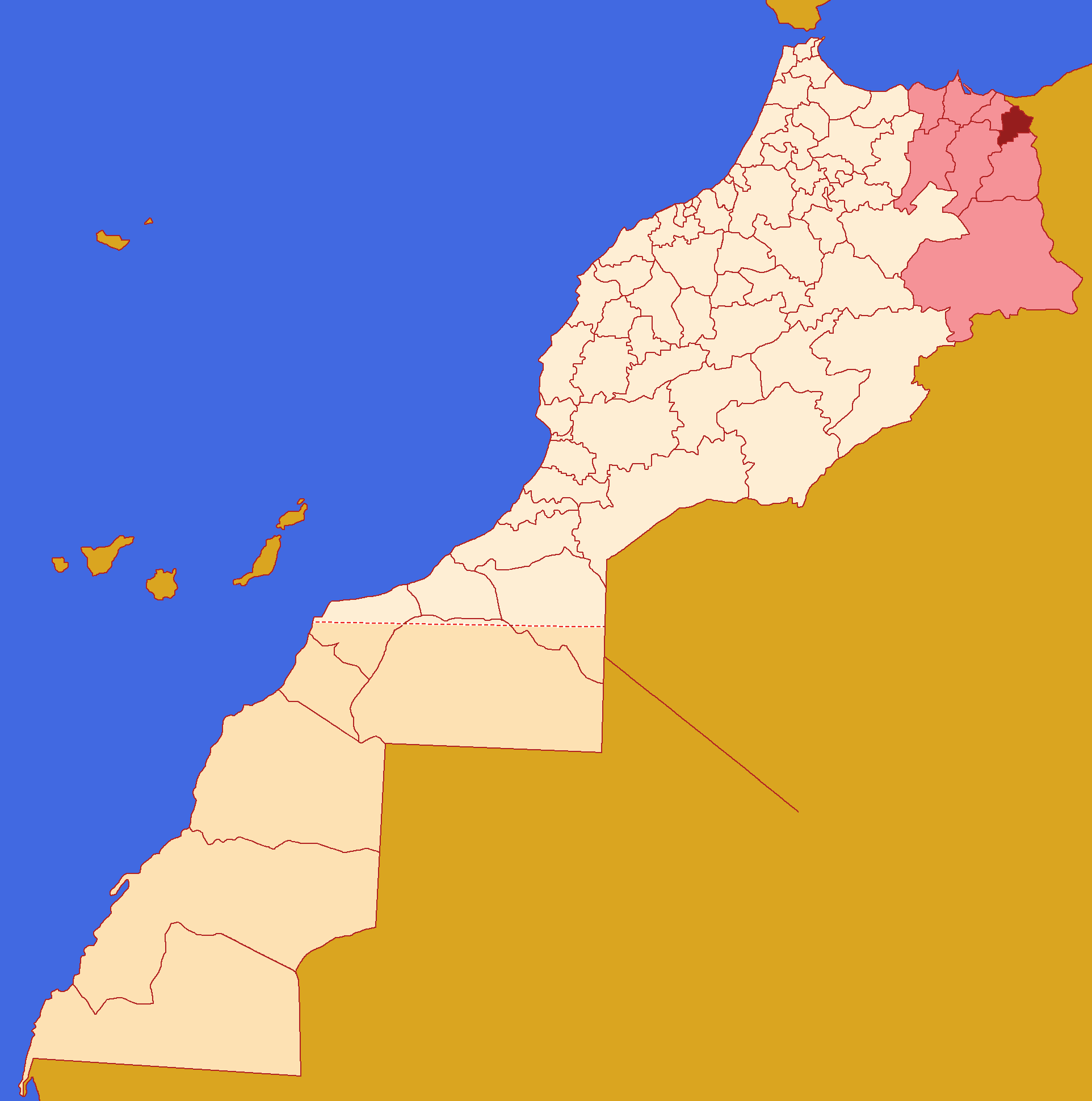
Localização da prefeitura em Marrocos.

Superfície: 1 714 km²

População total: 551 767 habitantes (em 2014)